# 柳氏 (魏国夫人)
柳氏（?—?），出身河东柳氏，柳奭之姊，柳旦的孙女，柳则之女，王皇后之母，王仁祐之妻。
永徽初年，唐高宗立王氏为皇后，以王仁祐为特进、魏国公，母柳氏为魏国夫人。王仁祐死后，赠司空。王皇后不会曲意事奉高宗身边的人，魏国夫人柳氏及中书令柳奭进见六宫妃嫔，又不讲礼节。永徽六年（655年）六月，武昭仪诬陷王皇后和她的母亲魏国夫人求巫施厌胜术诅咒昭仪，高宗敕令禁止柳氏进入宫内。七月初十，将吏部尚书柳奭贬为遂州刺史、荣州刺史。十月，废王皇后为庶人，随后被缢杀。柳氏、皇后兄尚衣奉御王全信及萧氏兄弟，全部流放嶺南。